# 孔明石

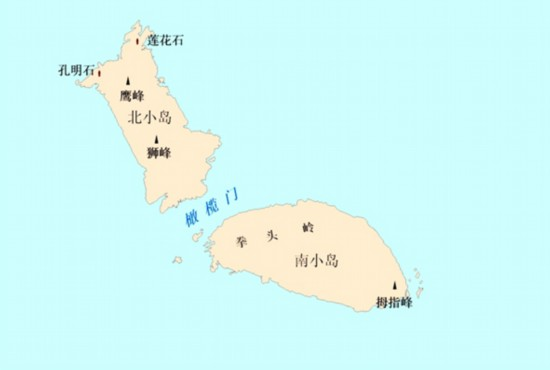
北小岛地圖。

孔明石，日文稱，是位在钓鱼台列屿北小岛的一个山峰，位置在島上的西北边。孔明石东北边是莲花石，东南边正对岛上的第二高峰鹰峰。孔明石的名稱由中國在2012年9月命名，日文名由黑岩恆在1900年命名。